# Glass Animals
Glass Animals je britská psychedelic indie pop skupina z Oxfordu, založená v roce 2010. Skupina vydala 3 studiová alba a několikrát se vyšplhala na vysoké příčky celosvětových žebříčků, především se singly Heat Waves nebo Tokyo Drifting (with Denzel Curry).

## Název skupiny
Frontman skupiny Dave Bayley říká, že název skupiny prostě odpovídal prvnímu materiálu, který zveřejnili.
Kromě "Glass Animals" se kapela kdysi jmenovala "Afro Pony" a "Alligator Puffin Chicken Go Yeh Woo". Členové občas vtipkují, že pro vytvoření názvu prostě otevřeli slovník a vybrali náhodná slova (tato historka byla možná inspirována R.E.M.).

## Historie a styl
Členové skupiny jsou kamarádi ze školy v Oxfordu. Svůj první koncert uskutečnili v baru Jericho v roce 2010. To je stejný bar, ve kterém v roce 1991 poprvé vystupovali Radiohead (tehdy pod názvem On A Friday).
První album "ZABA" bylo pojmenováno podle knihy The Zabajaba Jungle, kterou měl Dave Bayley rád v dětství. Stylisticky album spojuje indie pop, psychedelia a minimal music. Záměrem tvůrců bylo, aby písně ponořily posluchače do "různých částí jiného vesmíru".
Druhé album "How To Be A Human Being" je víc konceptuální. Během turné na propagaci prvního alba kontaktoval Dave mnoho neznámých lidí a ptal se na jejich tajemství. Z těchto historek získával potom inspiraci pro psaní písní. Album obsahuje 11 skladeb, z kterých každá popisuje nějakou vymyšlenou postavu. V hudebním smyslu je album podobné prvnímu albu, naplněno elektronikou a exotickou perkusí. Má chytlavé melodie a kytarové i klávesové riffy.
Dlouho očekávané třetí album "Dreamland" bylo vydáno v srpnu 2020. Album bylo výrazně ovlivněno rapovou hudbou 21. století a trapem, což lze dokázat především na prvním singlu Tokyo Drifting, na který si skupina přizvala amerického rappera Denzela Curry. Produkci celého alba si vzal na starosti frontman kapely Dave Bayley, který do alba umístil mnoho vzpomínek na své dětství, především formou krátkých zvukových nahrávek z VHS kazet, kterými jsou skladby v albu prokládány. Album získalo poměrně pozitivní odezvu hudebních kritiků.

## Nástrojové obsazení
- Dave Bayley (zpěv, kytara)
- Drew MacFarlane (kytara, klávesy)
- Edmund Irwin-Singer (bas-kytara, klávesy)
- Joe Seaward (bicí)

## Diskografie

### Alba
- ZABA (2014)
- How To Be A Human Being (2016)
- Dreamland (2019)

### EP
- Leaflings (2012)
- Glass Animals (2013)

### Singly
Z alba ZABA:
- Black Mambo (2013)
- Pools (2014)
- Gooey (2014)
- Hazey (2014)

Z alba How To Be A Human Being:
- Life Itself (2016)
- Youth (2016)
- Season 2 Episode 3 (2016)
- Pork Soda (2017)
- Agnes (2017)

Z alba Dreamland:
- Tokyo Drifting (with Denzel Curry) (2019)
- Your Love (Déjà Vu) (2020)
- Dreamland (2020)
- Heat Waves (2020)
- It's All So Incredibly Loud (2020)

Mimo alba:
- Lose Control, ft. Joey Bada$$ (2015)